# 까인투이
까인투이(베트남어: Cảnh Thụy / 景瑞 경서 / 1008년 1월 ~ 1009년)는 베트남 전 레 왕조(前黎朝) 와조제(臥朝帝)의 연호이다. 리꽁우언(李公蘊)이 1009년에 리 왕조(李朝)를 개창한 후에도 사용되었으며, 다음 해에 투언티엔(順天)으로 개원하기 전까지 사용되었다. 일설에는 끼엔투이(베트남어: Kiến Thụy / 建瑞 건서)로 칭했다고 한다.

## 개원
- 응티엔(應天) 15년(1008년) 1월에 연호를 까인투이(景瑞)로 개원함.[1][2]

- 까인투이(景瑞) 2년 11월 2일[3](1009년 11월 21일)에 리 왕조를 개창하여 연호를 투언티엔(順天)으로 정하고, 다음 해 1월 1일[4](1010년 1월 18일)에 개원함.[1][5][6]

## 연대 대조표
| 까인투이   | 원년       | 2년        |
| 서기(西紀) | 1008년     | 1009년     |
| 간지(干支) | 무신(戊申) | 기유(己酉) |

## 동시대 연호

### 중국
북송(北宋)
- 경덕(景德) (1004년 ~ 1008년)
- 대중상부(大中祥符) (1008년 ~ 1016년)

요(遼)
- 통화(統和) (983년 ~ 1012년)

대리국(大理國)
- 명응(明應) (1006년 ~ 1009년)

### 일본
- 간코(寛弘) (1004년 ~ 1012년)